# کالج مسروپیان
کالج مسروپیان (ارمنی: Մեսրոպյան վարժարան) یک مؤسسه آموزشی ارمنی در اسمیرنا بود که در سال ۱۷۹۹ میلادی بنیانگذاری شد و در سال ۱۹۲۲ میلادی تعطیل شد.

## دانشگاه‌آموختگان سرشناس
- میساک متسارنتس